# Naipe (música)
Naipe é o nome que se dá a um grupo de instrumentos musicais ou vozes idênticas dentro de um coro ou orquestra. Exemplo: naipe de primeiros violinos, naipe de sopranos.